# منطقة الله آباد
الله آباد رمزها «AH» (بالإنجليزية: Allahabad)‏ ، هو تقسيم إداري لدولة الهند تتبع ولاية أتر برديش (بالإنجليزية: Uttar  Pradesh)‏ ، مركزها هو مدينة الله آباد (بالإنجليزية: Allahabad)‏ عدد سكانها حسب تعداد سنة 2001 هو 4,941,510 ، مساحتها 5,424 كم² وكثافة السكان 911 لكل كم² .